# Гончаровское
Гончаровское (укр. Гончарівське) — посёлок в Черниговском районе Черниговской области Украины, административный центр Гончаровской поселковой общины.

## Динамика населения
| Год   | Численность, жителей: |
| ----- | --------------------- |
| 2001  | 3 354                 |
| 2006  | 3 300                 |
| 2008. | 3 071                 |
| 2013  | 3388                  |

## История
Гончаровское основано в 1953 году. Решением Черниговского областного совета от 24.04.1990 года отнёс посёлок Гончаровское к категории посёлков городского типа, образовав в нём поселковый совет (Гончаровский).
По состоянию на 1 января 2013 года численность населения составляла 3388 человек.

## Власть
Орган местного самоуправления — Гончаровский поселковый совет. Почтовый адрес: 15558, Черниговская обл., Черниговский р-н, пгт Гончаровское, ул. Танкистов, 11.

## Галерея
- Знак городка при въезде